# Hugo Rodríguez Alcalá
Hugo Rodríguez Alcalá (Asunción, Paraguay, 1917-Buenos Aires, Argentina, 2007) fue un ensayista, poeta, narrador, docente y crítico literario paraguayo. 
Obtuvo un doctorado en Derecho y Ciencias Sociales por la Universidad Nacional de Asunción en el año 1943, y en Filosofía y Letras por la Universidad de Wisconsin, Madison, en el año 1953. Falleció en la ciudad de Buenos Aires, en el mes de noviembre de 2007, a la edad de 89 años.

## Biografía

### Primeros pasos
A los cinco años de edad, o sea, en el tiempo de la pandorga al viento, escribía poemas con rimas. “Para mí la rima era lo más natural del mundo”, decía. De prolífica labor crítica, Hugo Rodríguez-Alcalá tiene en su haber unos cincuenta libros publicados. Fue autor de ensayos y libros de crítica, como también de varios poemarios y colecciones de cuentos.

### Trayectoria
Fue no solamente un fino poeta, sino además un aventajado crítico. Quizás ha sido el notable e internacional crítico que ha dado el Paraguay. Investigó mucho en la poesía y en la narrativa de nuestro país, dando a conocer libros que nos acercan no solamente al escritor paraguayo y su contexto social, sino que además nos instruyen, nos emparejan con la lógica, pues con un modo de escribir práctico, sencillo, hizo posible la comprensión fácil de nuestra literatura.
Master of Arts in Foreign Languages (Washington, en el año 1949), se jubiló tras casi cuarenta años de docencia superior en universidades como Columbia University, Rutgers University, University of Washington, University of California, etc.
fue redactor en jefe de las "Commemorative Series" de la Universidad de California, miembro del consejo editorial de importantes revistas literarias (Hispanic Review, Revista Iberoamericana, Hispanic Journal y otras).
Volvió a su ciudad natal, Asunción del Paraguay, en el año 1982 -después de jubilarse de dicha universidad- donde dirige el Taller Literario "Cuento Breve" desde el año 1983 y donde colabora regularmente en diversas revistas especializadas y suplementos literarios locales y extranjeros.
Desde su llegada al Paraguay ha dirigido la colección "Cuentos de Taller" de su Taller Cuento Breve, que ha creado en el Club Centenario, que tiene cinco libros publicados (1983, 1985, 1988, 1990, 1992) más uno del año 1994.
Dicho taller fue de mucha utilidad para las narradoras paraguayas, quienes vieron editados sus cuentos en numerosos volúmenes.
Ha sido consejero literario de varias revistas como Hispanic Review, Revista Iberoamericana, Hispanic Journal, Letras de Buenos Aires, etc.
Ha sido incluido en diccionarios biográficos como Who´s who in America, Who´s who in Latin America, The National Register of Prominent Americans, Directory of American Scholars, etc.
En la Capital de México fue director del Centro de Estudios de la Universidad de California (entre los año 1972 hasta el año 1974).
Ha sido Presidente de la Academia Paraguaya de la Lengua Española desde el año 1989 y hasta el año 1994, y fundador del Taller Cuento Breve de Asunción.
Con los poetas Elvio Romero, Josefina Plá, Hérib Campos Cervera, Oscar Ferreiro y Augusto Roa Bastos, formó parte de aquella generación poética brillante, la del 40, aglutinada en un grupo, hasta el momento, irrepetible.
Al jubilarse en los Estados Unidos, vino al Paraguay. Y vino para seguir trabajando.

## Distinciones
Entre sus galardones más importantes figuran el Premio de las Humanidades y las Artes, de Estados Unidos, en el año 1969, y la Medalla de Gabriela Mistral conferida por el gobierno de Chile en el año 1996. En la vida universitaria norteamericana alcanzó la máxima jerarquía académica: "Professor Above Scale" (profesor por encima del escalafón), obtuvo premios y honores.
En noviembre de 1982, la Universidad de California le confirió el título de Professor Emeritus.

## Reconocimientos
Entre los reconocimientos más importantes obtenidos por Hugo Rodríguez Alcalá figuran el Premio Nacional de Literatura de Paraguay en 1999 por el poemario Romancero Tierra Adentro. En ocasión de recibirlo dijo: «De los galardones que he recibido pocos me han llegado tan hondo».

## Obras
- De su producción crítica y ensayística sobresalen: El arte de Juan Rulfo (1965), Sugestión e Ilusión (1967).
- Historia de la literatura paraguaya (1970).
- Narrativa hispanoamericana (1973) y Ricardo Güiraldes: apología y detracción (1986).
- Sus obras narrativas incluyen Relatos del tatu hemoi (1983) y Sofia La más bella y perfecta: Historias de Gente Varia / Historias de Soldados (1985).
- En poesía ha publicado, entre otros, los poemarios El canto del aljibe (1973), El portón invisible (1983) y Terror bajo la luna (1983).
- Es autor de más de cuarenta libros de historia literaria como: Literatura Latinoamericana de la Ilustración (Madrid, 1979), Paulita la cool, Literatura Latinoamericana de la Independencia, (Madrid, 1980); de ensayos filosóficos y literarios como Ensayos de Norte a Sur (México, 1960).
- En narrativa es autor de El ojo del bosque (1993), La doma del jaguar (1995), Relatos de norte y sur (1993), y muchos otros más.
- Estampas de la guerra (1939)
- A la sombra del pórtico  y poemas de la guerra del Chaco (1942)
- Abril que cruza el mundo (1960)
- La dicha apenas dicha (1967)
- El canto del aljibe (1973)